# 홍정선
홍정선(1953년~2022년 8월 21일)은 대한민국의 문학평론가, 교수이다. 1953년 경상북도 예천에서 태어나 서울대학교 국어국문학과를 졸업하고 동 대학원에서 석사학위와 박사학위를 취득하였다. 박사학위 논문 제목은 「근대시 형성과정에 있어서의 독자층의 역할 연구」이다.
1983년 12월 무크지(부정기 간행물) 《문학의시대》(풀빛)를 유양선·김태현·송승철·이현석과 함께 창간·평론을 발표하면서 등단하였다. 1987년 「대한민국문학상」(신인상), 1996년 제8회 「소천비평문학상」, 1997년 제42회 「현대문학상」(평론부문)을 수상했다. 한신대학교 국어국문학과 교수(1982~1992)를 역임하였으며, 1992년부터 인하대학교 한국어문학과 교수로 재직하였다. 계간 《문학과사회》 편집동인(1988~2000)으로 활동하였다. 출판사 문학과지성사 대표이사(2008-2013)를 역임하였다.

## 수상
- 1987년 「대한민국문학상」(신인상)
- 1996년 제8회 「소천비평문학상」
- 1997년 제42회 「현대문학상」(평론부문)

## 저서
- 《역사적 삶과 비평》(문학과지성사, 1986)
- 《신열하일기》(대륙연구소, 1993)
- 《프로메테우스의 세월》(역락, 2008)
- 《카프와 북한 문학》(역락, 2008)
- 《인문학으로서의 문학》(문학과지성사, 2008)

### 편저
- 《홍성원 깊이 읽기》(문학과지성사, 1997)
- 《내 생의 중력》(문학과지성사, 2011) : 문학과지성 시인선 400호 기념시선